# Azzurra (imbarcazione)
Azzurra è un sindacato velico italiano, protagonista di diverse sfide per la conquista della Coppa America, sin dal 1983.

## Storia

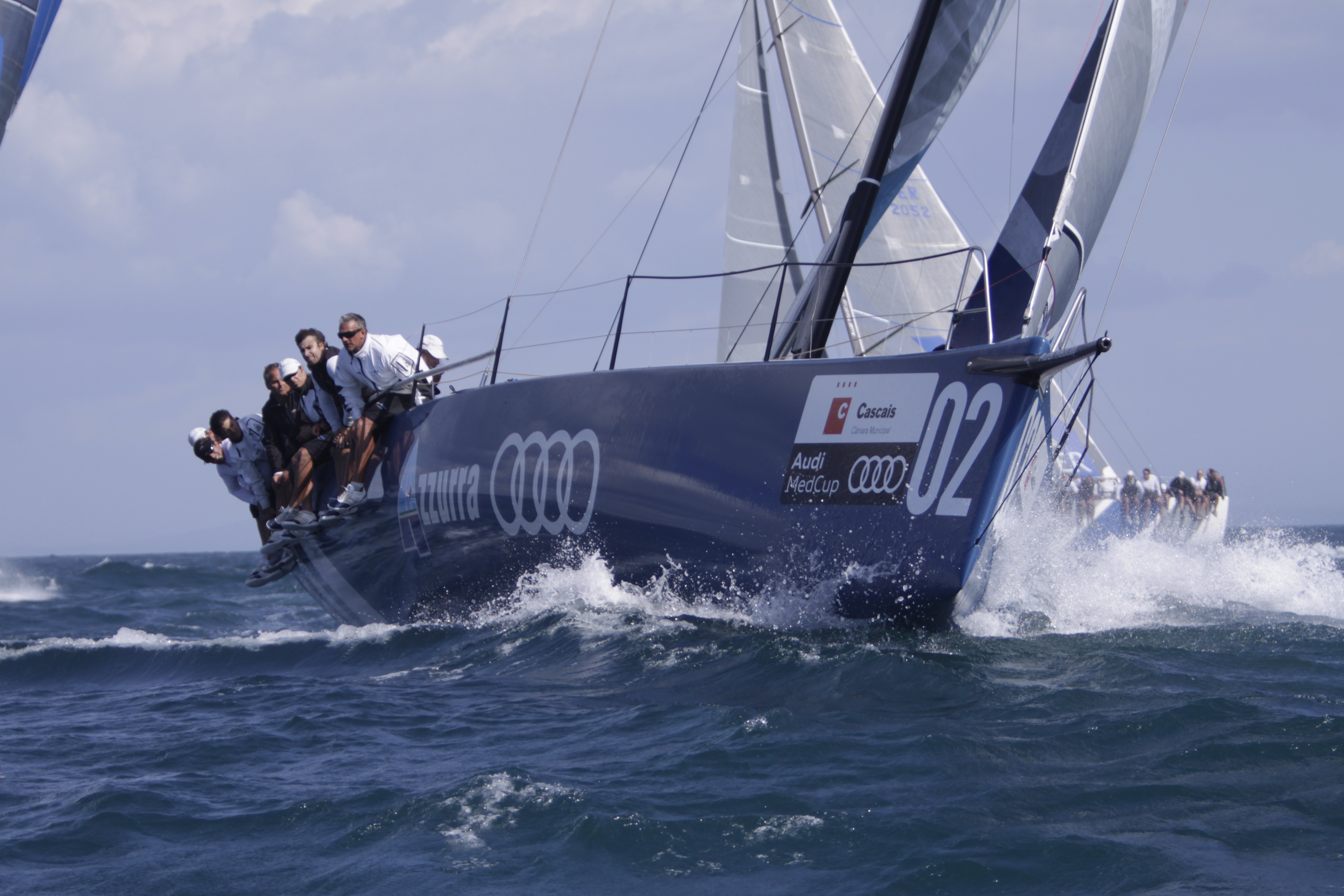
Azzurra

Il sindacato si presentò in quell'anno come rappresentante dello Yacht Club Costa Smeralda, con il patrocinio dell'Aga Khan e di Gianni Agnelli, ed era in assoluto il primo sfidante italiano per la Coppa. Il progetto fu affidato allo studio Vallicelli, e venne costruito uno scafo nei cantieri Officine Meccaniche Ing. Marco Cobau di Pesaro. Varo sempre a Pesaro il 19 luglio 1982. Skipper era Cino Ricci, timoniere Mauro Pelaschier olimpionico nella classe Finn nel 1972-76 e nel pozzetto, Stefano Roberti vincitore della One Ton Cup del 1980 e Tiziano Nava plurivincitore della Mini Ton Cup.
Il team raggiunse le semifinali della Louis Vuitton Cup, classificandosi terzo con l'imbarcazione 'I-4', e si ripresentò alla successiva sfida per l'America's Cup 1987 a Perth in Australia, la prima lontano dagli Stati Uniti, ricoprendo inoltre il ruolo di rappresentante di tutti gli sfidanti (Challenger of Record). La spedizione, affrontata con le imbarcazioni Azzurra III [I-10] e Azzurra IV [I-11] (non utilizzata in regata), non ebbe comunque miglior fortuna della precedente, fermandosi al terzultimo posto ancor prima delle semifinali della Louis Vuitton Cup

## La rinascita negli anni 2000
Il sindacato fu quindi sciolto, salvo poi essere rifondato ben 22 anni dopo dallo stesso Yacht Club Costa Smeralda, stavolta con Francesco Bruni come skipper, per competere nel Louis Vuitton Trophy. Il team, quasi interamente composto da velisti italiani, pervenne a un insperato successo già al primo appuntamento della manifestazione, a Nizza nel novembre 2009, battendo in finale i "maestri" neozelandesi, per poi ben figurare nel secondo atto di Auckland .

## La fine delle quattroAzzurra
Di Azzurra ce ne sono quattro. La prima, Azzurra I o 1983, dopo la Louis Vuitton Cup a Newport, rimase allo Yacht Club Costa Smeralda. Parcheggiata a Porto Cervo e poi all’aeroporto di Olbia. Posta infine a secco nella Marina di Porto Cervo.
Sia Azzurra II che Azzurra III erano state vendute a G. Clausen di Amburgo, che le aveva ribattezzate Fritzz e Fratzz e le aveva cedute. Azzurra II è stata per alcuni anni a Venezia, poi trasferita a Stoccolma e quindi ad Antigua, dove sembra sia stata distrutta da un uragano. Azzurra III, invece, era rimasta in Germania ed è stata acquistata di recente da un appassionato italiano. Azzurra IV era stata acquistata dal pilota dell’Alisarda Lorenzo Orrù tirata a secco nel retroporto di Olbia .